# Кирибати
Кириба́ти (кириб. Kiribati [ˌkiɾiːˈβˠaːs]; англ. Kiribati /ˌkɪrɪˈbæs, -ˈbɑːti/), официальное название — Респу́блика Кириба́ти (кириб. Ribaberiki ni Kiribati [ɾiβaβeɾiːki ni ˌkiɾiːˈβˠaːs], англ. Republic of Kiribati [rɪˈpʌblɪk əv ˌkɪrɪˈbæs, -ˈbɑːti]) — тихоокеанское государство, расположенное в Микронезии и Полинезии. Граничит на северо-западе с водами Маршалловых Островов, Федеративных Штатов Микронезии, на западе и юго-западе — с территориальными водами Науру, Соломоновых Островов и Тувалу, на юге и юго-востоке — с территориальными водами Токелау, островов Кука и Французской Полинезии. На севере и северо-востоке граничит с нейтральными тихоокеанскими водами, а также Внешними малыми островами (США). Протяжённость прибрежной полосы — 1143 км. Исключительная прибрежная экономическая зона (ИЭЗ) — около 3,5 млн км². Территориальные воды — около 22 км от базисной линии.
В состав Республики Кирибати входят 33 маленьких атолла (из которых 20 необитаемы) — 16 островов и атоллов в архипелаге Гилберта, остров Банаба, 8 островов в архипелаге Феникс и 8 островов в архипелаге Лайн. Общая площадь — 812,34 км². Население Кирибати — 103 058 чел. (2010, перепись). Столица — Южная Тарава (Баирики).
Независимость островов Гилберта от Великобритании была провозглашена 12 июля 1979 года, была образована Республика Кирибати. В 1983 году вступил в силу договор о дружбе между США и Кирибати, по которому США отказывались от претензий на 14 островов в архипелагах Лайн и Феникс, признав их частью Кирибати.

## Этимология
Современное название страны происходит от местного прочтения английского наименования Островов Гилберта — «Gilbert Islands», которое на местном языке кирибати произносится как [kiɾiːβˠaːs], а записывается как Kiribati.

## География

### Общая география и геология

Карта Республики Кирибати

Кирибати — единственное государство, расположенное сразу в двух парах полушарий Земли: Северном, Южном, Западном и Восточном.
В результате смены часового пояса островов Лайн, предпринятого Правительством Кирибати, и смещения линии перемены даты атолл Каролайн стал самой восточной точкой часового пояса, первым встречающего Новый год. Часть островов Кирибати расположена в самом восточном часовом поясе — UTC+14. Здесь раньше всего на Земле наступает новый календарный день. Время дня (часы и минуты) здесь совпадает со временем на Гавайях (UTC-10), но сдвинуто на один день вперёд, при этом с некоторыми островами в Океании разница во времени составляет 25 часов.
Все острова Кирибати — атоллы (остров Банаба — поднятый атолл). Согласно теории Чарльза Дарвина, формирование атоллов происходило в результате погружения вулканических островов, у поверхности которых постепенно росли кораллы. Происходило формирование окаймляющего рифа, а впоследствии и барьерного, который постепенно надстраивался кораллами. В результате возникала суша атолла. Так, учёные Маршалл и Якобсон предположили, что атолл Тарава появился примерно 2500 лет назад. Острова Гилберта образовались на подводных вершинах гор Микронезийского поднятия. Острова Феникс — на горных хребтах южной части Тихоокеанской плиты, острова Лайн расположены на поднимающихся к поверхности океана вершинах подводных горных хребтов, ограничивающих с востока Центральную котловину Тихого океана.
Республика Кирибати состоит из 32 низменных атоллов и 1 поднятого атолла Банаба. Общая площадь суши составляет 812,34 км². Расстояние от самого западного до самого восточного острова республики составляет около 4000 км.
В состав Республики Кирибати входит крупнейший (388,39 км²) атолл мира — остров Рождества, который занимает 48 % всей суши страны.
32 атолла и один остров (Банаба) разделены на 4 группы островов:
- 16 островов архипелага Гилберта, включая атолл Тарава;
- остров Банаба[23] — недалеко от Науру;
- 8 островов архипелага Феникс;
- 8 островов архипелага Лайн (или Центральных Полинезийских Спорад)[24].

Острова Гилберта — группа островов в юго-восточной части Микронезии. Общая площадь — примерно 279 км². В пределах архипелага можно выделить три подгруппы, различающиеся по количеству осадков: Северные острова Гилберта (Макин и Бутаритари), Центральные острова Гилберта (все атоллы от Маракеи до Арануки) и Южные острова Гилберта (от Ноноути до Арораэ). На территории атолла Тарава этого архипелага расположена столица государства — Южная Тарава.
Примерно в 1480 км к востоку от островов Гилберта расположены острова Феникс — архипелаг из 9 необитаемых и одного обитаемого (остров Кантон) атолла в Полинезии. Далее на востоке расположены острова Лайн (или Центральные Полинезийские Спорады), включая самый большой в мире атолл Рождества (или Киритимати) и самый восточный остров в Кирибати Каролайн.
Все острова в архипелаге Лайн, кроме островов Киритимати, Табуаэран и Тераина, и в архипелаге Феникс, кроме атолла Кантон, необитаемы. Атоллы, разделённые множеством узких проливов, имеют преимущественно удлинённую с севера на юг форму. На большинстве атоллов Кирибати существуют небольшие солёные лагуны, либо полностью окружённые сушей (как на атолле Маракеи), либо частично (как на атоллах Ноноути и Табитеуэа). По сравнению с Маршалловыми островами и Тувалу лагуны на островах Гилберта неглубокие (максимальная глубина лагуны атолла Тарава составляет 25 метров).
Высшая точка страны находится на острове Банаба (81 м).
До 1979 года на острове Банаба, на котором были одни из крупнейших в мире запасов фосфоритов, велись разработки фосфатов, что привело к значительным экологическим проблемам. В результате бо́льшая часть населения этого острова переселилась на остров Рамби, в настоящее время относящийся к государству Фиджи. Также предполагается, что на океаническом дне Исключительной экономической зоны Кирибати находятся крупные скопления железо-марганцевых конкреций, а также кобальта, однако в настоящий момент разработки из-за экономической нецелесообразности не ведутся.

#### Традиционные названия островов Республики Кирибати
| Традиционное название на русском языке | Традиционное название на языке кирибати | Английское название | Название на английском языке |
| -------------------------------------- | --------------------------------------- | ------------------- | ---------------------------- |
| Абариринга                             | Abariringa                              | Кантон              | Canton Island                |
| Банаба                                 | Banaba                                  | Ошен                | Ocean Island                 |
| Киритимати                             | Kiritimati                              | Остров Рождества    | Christmas Island             |
| Манра                                  | Manra                                   | Сидни               | Sydney Island                |
| Никумароро                             | Nikumaroro                              | Гарднер             | Gardner Island               |
| Орона                                  | Orona                                   | Хулл                | Hull Island                  |
| Раваки                                 | Rawaki                                  | Феникс              | Phoenix Island               |
| Табуаэран                              | Tabuaeran                               | Фаннинг             | Fanning Island               |
| Тераина                                | Teraina                                 | Вашингтон           | Washington Island            |

### Климат

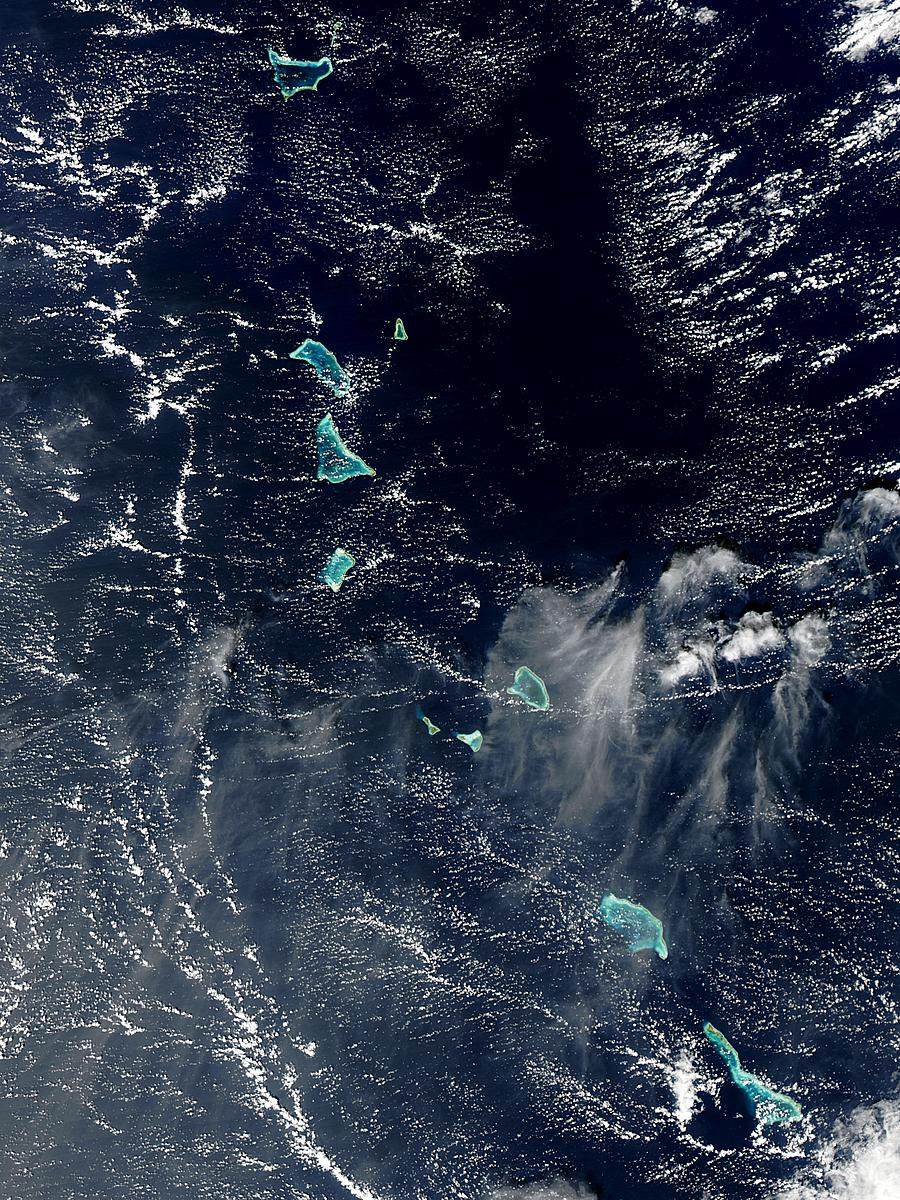
Космический снимок нескольких островов Республики Кирибати

Большинство островов в архипелаге Гилберта и несколько островов в архипелагах Лайн и Феникс расположены в сухом поясе экваториальной океанической климатической зоны.
Издавна местные жители выделяют два сезона в году. Первый из них — аумеанг, обычно длящийся с октября по март, начинающийся с появлением на небосклоне звёздного скопления Плеяд. Второй сезон — аумаиаки, который обычно длится с апреля по сентябрь и начинается с появлением на небосклоне созвездия Скорпиона. Более дождливым является сезон аумеанг, в то время как сезон аумаиаки является более засушливым. Исследование направления ветров, которое проводилось на атолле Тарава с 1978 по 1983 год, указывает на то, что с декабря по май преобладающими являются ветра, дующие с востока и северо-востока, а в апреле—ноябре — с востока и юго-востока. При этом ветра с декабря по май дуют сильнее.
Климат Кирибати зависит от двух зон конвергенции: межтропической, которая определяет уровень осадков на северных атоллах, и южнотихоокеанской, которая определяет уровень осадков на южных атоллах. С этими двумя понятиями связаны две аномалии — явления Эль-Ниньо и Ла-Нинья. Во время Эль-Ниньо межтропическая зона конвергенции движется на север в сторону экватора, при Ла-Нинье — на юг в сторону от экватора. В последнем случае на островах Кирибати наблюдается сильная засуха, в первом же — сильные дожди.
На северных атоллах архипелага Гилберта и северных островах Лайн, кроме острова Рождества, осадков выпадает больше, чем на атоллах, лежащих на юге. Уровень осадков в Кирибати варьирует от 1100 мм на юге островов Гилберта (атолл Тамана) до 3000 мм в год на севере (атолл Бутаритари) и от 4000 мм в архипелаге Лайн (атолл Тераина) до 800 мм на атолле Кантон (острова Феникс). Ураганы случаются довольно редко.
Самыми сухими месяцами в году являются май и июнь. Сезон дождей на островах Гилберта длится с октября по апрель. Периодически случаются засухи (особенно в центральных и южных островах архипелага Гилберта, на островах Феникс и острове Рождества), которые оказывают губительное влияние на сельскохозяйственные растения (прежде всего кокосовую пальму).
Среднегодовая температура в Кирибати варьируется от +26 °С до +32 °C. Самые жаркие месяцы — сентябрь—ноябрь, самые холодные — январь—март.
Значительную угрозу будущему страны представляет глобальное потепление, в том числе связанное с ним повышение уровня Мирового океана, в результате которого низменные острова (не выше 5 м) могут оказаться под водой. В ноябре 2010 года президент Кирибати на конференции по вопросам изменения климата, проводившейся в столице Кирибати Южной Тараве, обратил внимание ведущих государств мира, вносящих значительный вклад в загрязнение атмосферы тепличными газами, к данной проблеме и заявил, что республика должна быть готовой ко всяким последствиям, вызванным глобальным потеплением, в том числе к необходимости переселения граждан страны. В 2012 году этот вопрос был поднят на сессии ООН:

Всякий раз я напоминаю вам о необходимости срочных действий в связи с изменением климата и повышением уровня моря, с тем, чтобы обеспечить долгосрочное выживание Кирибати— Президент, глава правительства и министр иностранных дел Кирибати Аноте Тонга, сообщение пресс-службы ООН

### Почвы и гидрология

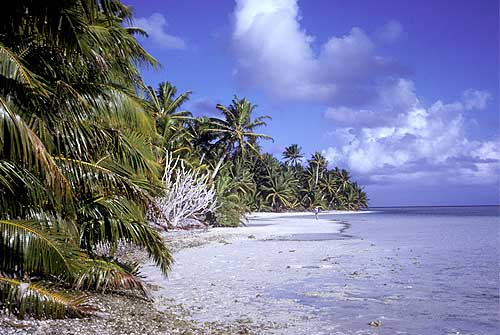
Атолл Каролайн

Почвы Кирибати — высокощелочные, кораллового происхождения, весьма бедные. Обычно они пористые, из-за чего очень плохо задерживают влагу. Также здешние почвы содержат очень мало органических и минеральных веществ, за исключением кальция, натрия и магния. Содержание органического углерода в подпочвах крайне низкое (меньше 0,5 %), за исключением тех мест, где выращивается таро (лат. Cyrtosperma chamissonis). Фосфатные почвы распространены по всей республике. Также встречаются коричнево-красные почвы, которые образовались из гуано, накопившегося в рощах растения лат. Pisonia grandis.
Реки на атоллах Кирибати отсутствуют из-за маленькой площади, низкой высотности, пористости почв. Вместо этого в результате проливных дождей вода, просачивающаяся сквозь почву, образует линзу слегка солоноватой воды. Добраться до неё можно, выкопав колодец. Помимо воды, которую можно собрать с листьев кокосовой пальмы после дождей, эти линзы — единственный источник пресной воды на большинстве островов Кирибати. Солёность грунтовых вод обычно снижается при отдалении от лагуны и океана. Местонахождение и уровень грунтовых вод во многом определяют особенности флоры, расположение колодцев и возделываемых земель. Неконтролируемый процесс урбанизации и роста численности населения в Южной Тараве привели к попаданию в нескольких местах сточных вод в грунтовые. Значительную угрозу для имеющихся запасов пресной воды на атоллах представляет повышение уровня воды Мирового океана. Пресноводные озёра есть только на островах Рождества и Вашингтон (Тераина). В целом на островах Республики Кирибати есть около 100 маленьких солёных озёр, некоторые из которых имеют диаметр в несколько километров.

### Флора и фауна

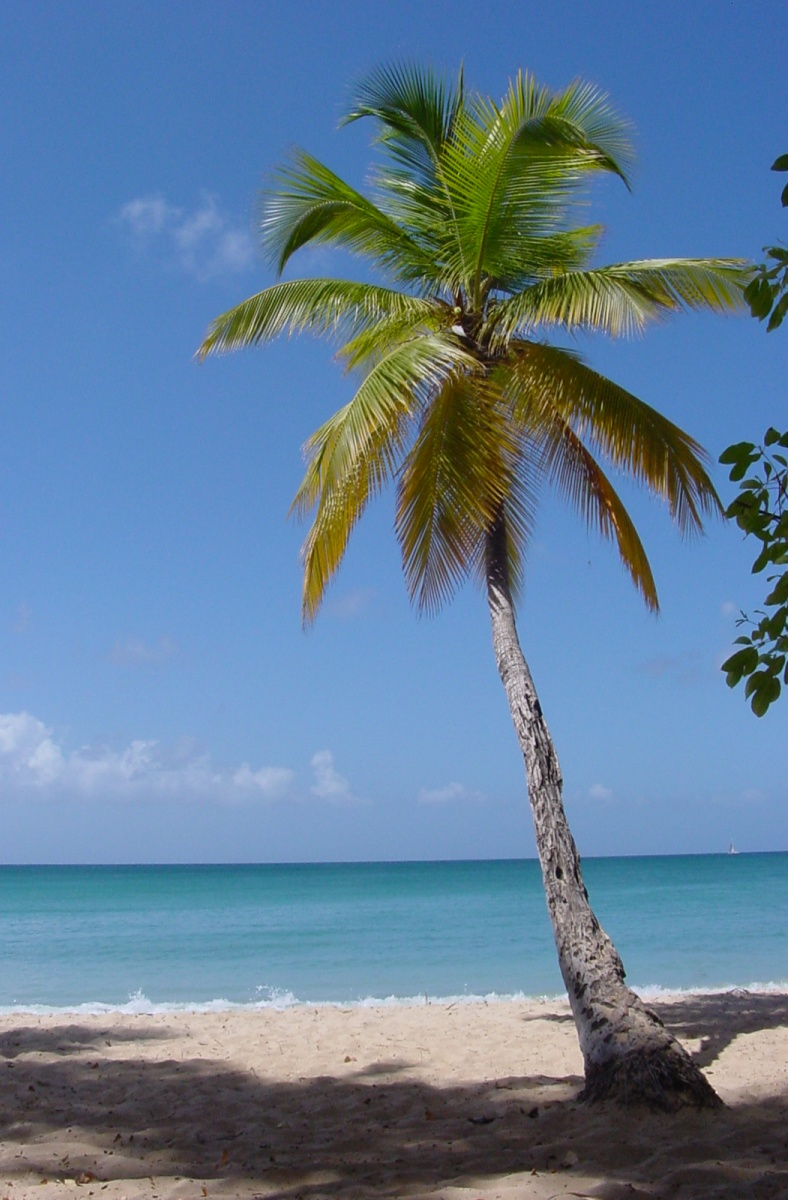
Кокосовая пальма занимает очень важное место в жизни народа кирибати.

Из-за маленькой площади суши, отдалённости от континентов, сравнительно молодого геологического возраста атоллов, а также суровых природных условий на островах Гилберта насчитывается 83 вида местных растений, ни одно из которых не является эндемиком. Восемь видов растений, предположительно, были завезены аборигенами, а суммарное количество сосудистых растений, когда-либо обнаруженных на островах, — приблизительно 306 видов.
К растениям, которые были завезены аборигенами, можно отнести гигантское болотное таро (лат. Cyrtosperma chamissonis), таро (лат. Colocasia esculenta), гигантское таро (лат. Alocasia macrorrhiza), ямс (лат. Dioscorea spp.), два вида хлебного дерева (лат. Artocarpus altilis и лат. A. mariannensis) и такка перистонадрезанная (лат. Tacca leontopetaloides). Растения панданус кровельный (лат. Pandanus tectorius) и кокосовая пальма (лат. Cocos nucfera), вероятно, имеют двойственное происхождение: на одних островах это коренные растения, на других — завезены человеком. Четыре растения: таро, кокосовая пальма, хлебное дерево и панданус — играли и играют одну из ключевых ролей в питании местных жителей. Также встречаются характерные для всех атоллов Океании растения лат. Scaevola taccada (кириб. te mao), лат. Tournefortia argentea (кириб. te ren), лат. Morinda citrifolia (кириб. te non), лат. Guettarda speciosa (кириб. te uri), лат. Pemphis acidula (кириб. te ngea) и мангровые деревья.
Основные представители морской фауны — омары, пальмовые воры, тридакны, конусы (семейство морских брюхоногих моллюсков), голотурии (или морские огурцы), жемчужницы. Прибрежные воды островов очень богаты рыбой (около 600—800 видов) и кораллами (около 200 видов). Рыба всегда была основным источником пищи для местных жителей. В прибрежных водах встречаются луциановые (лат. Lutjanidae), альбулы (лат. Albula vulpes), ханосы (лат. Chanos chanos), большеголовые кефали (лат. Valamugil), барабулевые (лат. Upeneus spp.), каранксы (лат. Caranx spp.). Встречается несколько видов морских черепах.
Мир млекопитающих Кирибати крайне беден. Единственным наземным млекопитающим, замеченным на островах во время Американской научной экспедиции в первой половине XIX века, была малая крыса. Жители разводят домашнюю птицу и свиней. Мир орнитофауны достаточно разнообразен: в целом в стране обитает 75 видов птиц, одна из которых является эндемиком — это полинезийская камышовка (лат. Acrocephalus aequinoctialis), обитающая на острове Рождества. Большинство островов в архипелагах Лайн и Феникс представляют собой очень крупные птичьи базары. Так, острова Молден и Старбак, а также часть острова Рождества объявлены морскими заповедниками.

## История

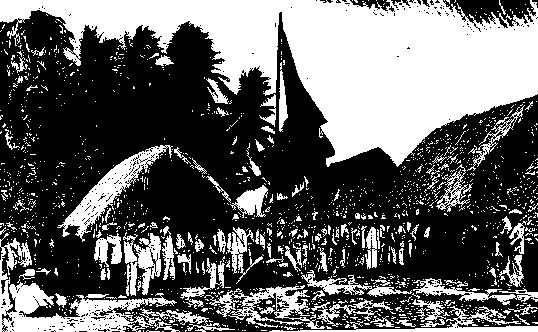
Установление протектората над островом Абемама

О заселении островов Кирибати и их ранней истории известно очень мало. Тем не менее, существуют предположения, что предки современного народа кирибати прибыли на острова Гилберта из восточной Меланезии в начале I тысячелетия н. э. Острова Лайн и Феникс ко времени их открытия европейцами и американцами были необитаемыми. Однако на этих атоллах остались следы человеческого присутствия в далёком прошлом. Это побудило учёных к попытке объяснить причины исчезновения местного населения на архипелагах Лайн и Феникс. Одно из распространённых мнений — то, что в условиях небольшой площади, отдалённости от других архипелагов, засушливого климата и дефицита пресной воды жить на этих островах было крайне трудно. Поэтому заселившие острова люди были вынуждены в скором времени покинуть их.
Острова впервые были открыты британскими и американскими судами в конце XVIII — начале XIX веков. Они были названы островами Гилберта в 1820 году русским путешественником, адмиралом Крузенштерном в честь английского капитана Томаса Гилберта, который открыл острова в 1788 году («кирибати» — это местное произношение английского слова «gilberts»). Традиционное же название островов Гилберта — Тунгару (кириб. Tungaru).
Первые британские поселенцы приплыли на острова в 1837 году. В 1892 году острова Гилберта с соседними островами Эллис стали протекторатом Британской империи. В 1916 году острова Эллис были объединены с островами Гилберта, была сформирована единая колония Острова Гилберта и Эллис. Остров Рождества (или Киритимати) стал частью колонии в 1919 году, а острова Феникс — в 1937 году.

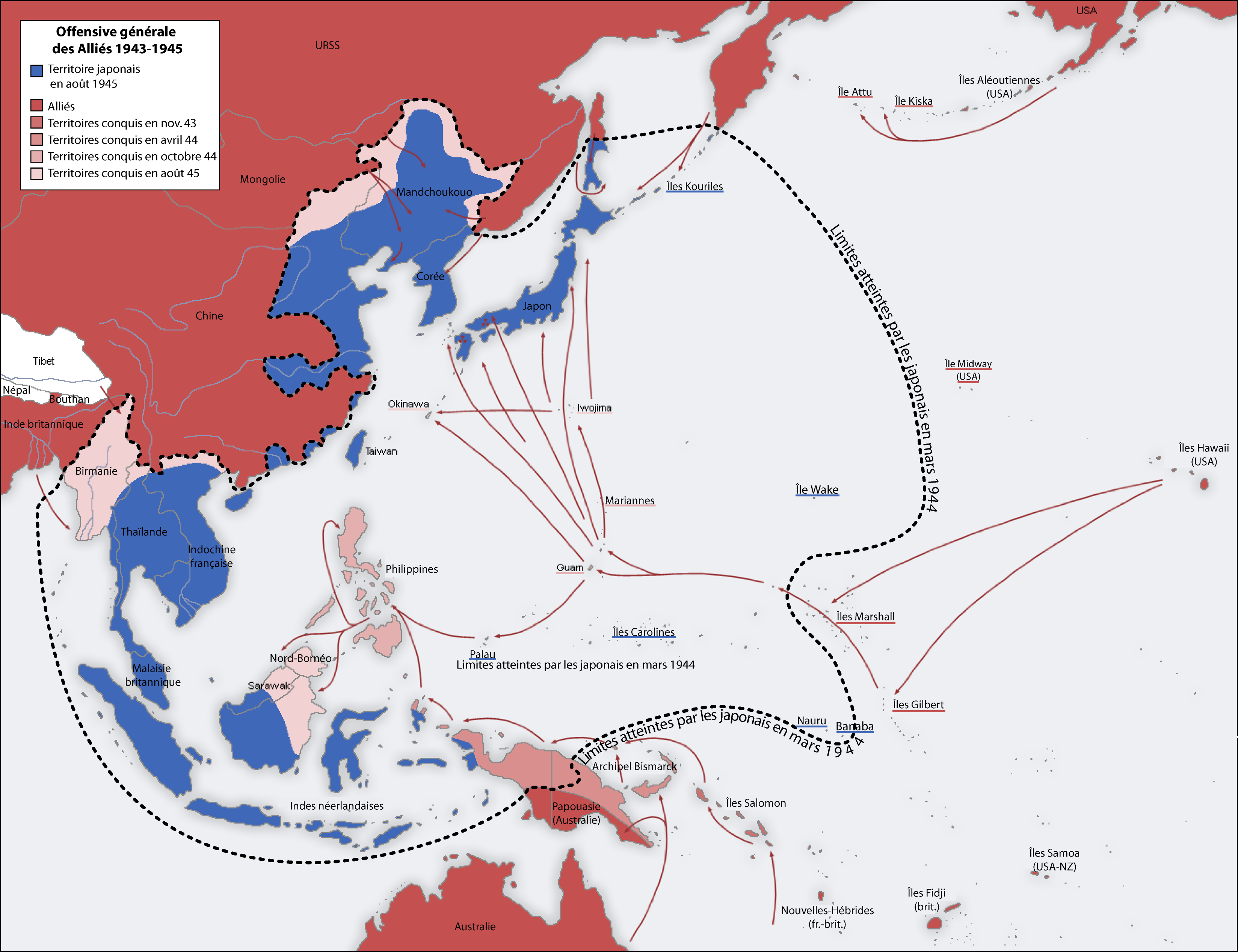
Территории, контролируемые Японией во время Второй мировой войны

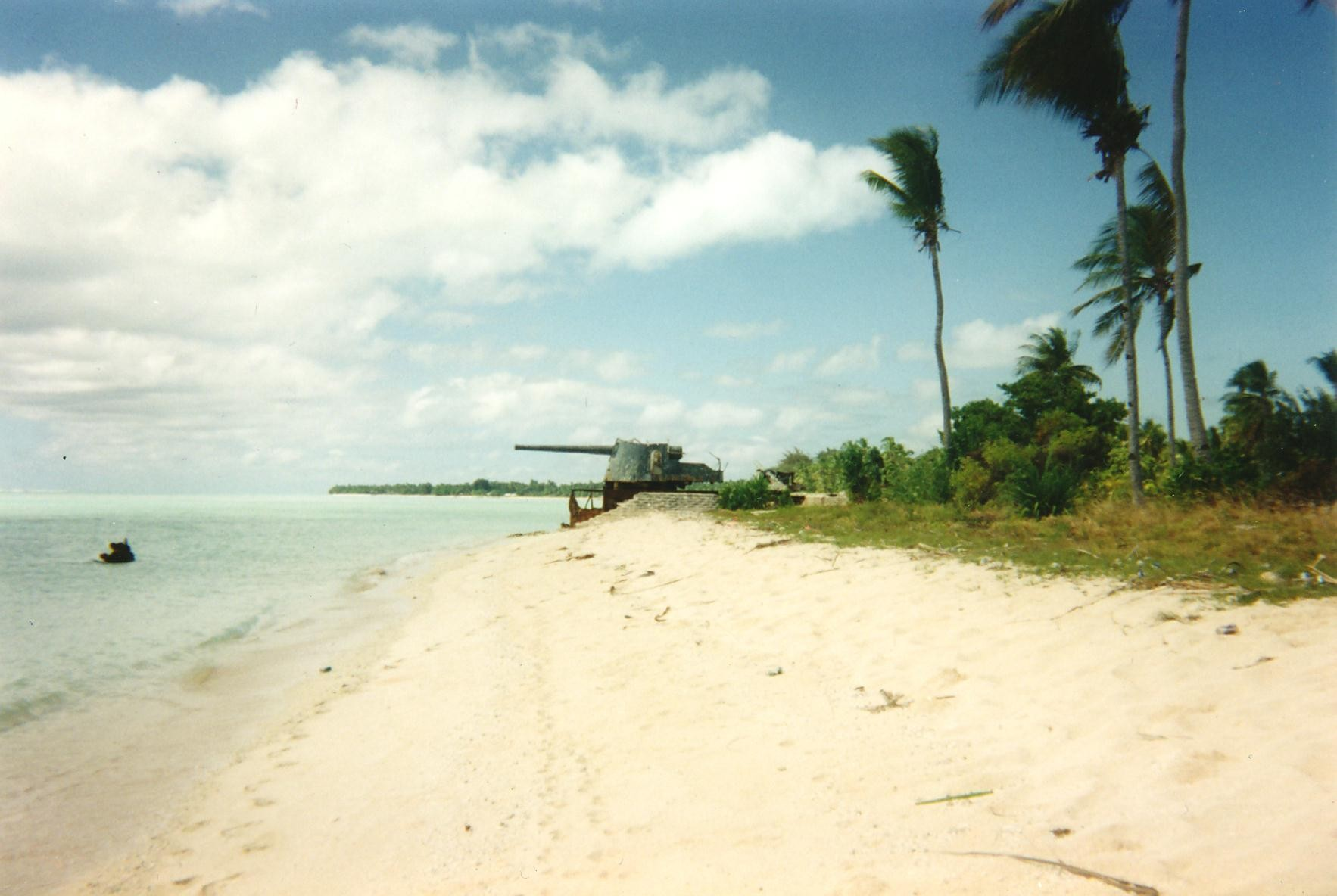
Оборонительные укрепления на атолле Тарава, который во время Второй мировой войны был театром военных действий.

Во время Второй мировой войны остров Банаба и большинство островов архипелага Гилберта, в том числе атолл Тарава, были оккупированы Японией. Тарава — место, где произошла одна из самых кровопролитных битв на тихоокеанском театре военных действий (в ноябре 1943 года, между японской и американской армией у деревни Бетио, прежней столицы колонии).
В 1963 году колониальными властями были проведены первые серьёзные реформы в управлении колонией. Были сформированы Исполнительный и Консультативный советы. В последний допустили представителей местного населения, назначенных местным резидент-комиссаром. В 1967 году Исполнительный совет был преобразован в Правительственный совет, а Консультативный совет — в Палату представителей с участием чиновников колониальной администрации и 24 членов, избранных местным населением. В 1971 году колония получила статус самоуправляемой единицы. Во главе её был поставлен губернатор. Вновь созданный Законодательный совет избирался преимущественно местным населением. Депутаты избирали из своего состава представителя, выражавшего их интересы в новом Исполнительном совете.
Атоллы Молден и Киритимати в XX веке использовались США и Великобританией для испытания атомного оружия, а в 1960-х годах — водородной бомбы.
В 1975 году колония была разделена на самостоятельные колонии Острова Гилберта и Острова Эллис. В 1978 году острова Эллис стали независимым государством (современное название — Тувалу). 12 июля 1979 года независимость получили острова Гилберта (современное название — Республика Кирибати). В 1983 году вступил в силу договор о дружбе между США и Кирибати, заключённый ещё в 1979 году, по которому США отказывались от претензий на 14 островов в архипелагах Лайн и Феникс, признав их частью Кирибати.
Основной проблемой республики всегда являлась перенаселённость островов. В 1988 году часть населения Таравы была переселена на менее густонаселённые острова республики. В 1994 году президентом страны был избран Тебуроро Тито (был переизбран в 1998 году). В 1999 году республика Кирибати стала членом ООН.
В 2002 году был издан закон, позволяющий правительству страны закрывать газеты. Это случилось вскоре после появления первой успешной неправительственной газеты. Президент Тебуроро Тито был переизбран в 2003 году, но в марте 2003 года он был смещён с занимаемого поста. В июле 2003 года президентом стал Аноте Тонг из оппозиционной партии.
В 2022 году в стране произошёл конституционный кризис после того как Кабинет министров Кирибати отстранил от должности двух своих судей, судью Высокого суда гражданина Австралии Дэвида Ламборна и главного судью Билла Гастингса по обвинениям в неправомерном поведении. В ответ суд отменил отстранение и последующую депортацию Ламбурна, после чего правительство Кирибати 6 сентября 2022 года отстранило от должности всех судей Апелляционного суда Кирибати.

## Административное деление
Республика Кирибати разделена на три островные группы, которые не выполняют каких-либо административных функций. Это острова Гилберта, острова Лайн и острова Феникс. Основной единицей самоуправления является островной совет, который есть на каждом из обитаемых островов (всего 21 остров), на острове Тарава 3 совета, на Табитеуэа — 2 совета. Бюджет советов состоит из местных доходов.
В 1970-х годах британская колония Острова Гилберта и Эллис была разделена на 4 округа: Острова Эллис (сейчас Тувалу), Острова Гилберта, Острова Лайн и остров Банаба. 1 января 1972 года в состав колонии Острова Гилберта и Эллис (в округ Острова Лайн) вошли центральные и южные острова архипелага Лайн, на которые предъявляли права США. Это были острова Каролайн, Флинт, Старбак и Восток. В 1974 году острова Феникс стали самостоятельным округом (ранее входили в состав округа Острова Гилберта). 1 октября 1975 года острова Эллис были выделены в отдельную британскую колонию и стали официально именоваться Тувалу (получили независимость в 1978 году), а колония Острова Гилберта и Эллис была переименована в Острова Гилберта. 12 июля 1979 года колония Острова Гилберта стала независимым государством, новое название — Республика Кирибати. 20 сентября 1979 года между Республикой Кирибати и США в Тараве был подписан Договор о дружбе, по которому США отказывались от своих претензий на 14 островов в архипелагах Лайн и Феникс: Бирни, Восток, Гарднер (Никумароро), Кантон (ранее был кондоминиумом Британии и США), Каролайн, Мак-Кин, Молден, Сидни (Манра), Старбак, Феникс (Раваки), Флинт, Хулл (Орона), Эндербери (ранее был кондоминиумом Британии и США) и остров Рождества (Киритимати) (договор вступил в силу 23 сентября 1983 года).
| № | Группа островов                          | Административный центр | Площадь, км² | Население, чел. (2010) | Плотность, чел./км² |
| - | ---------------------------------------- | ---------------------- | ------------ | ---------------------- | ------------------- |
| 1 | Острова Гилберта (включая остров Банаба) | Тарава                 | 285,52       | 93 791                 | 328,49              |
| 2 | Острова Лайн                             | Банана                 | 498,90       | 9236                   | 18,51               |
| 3 | Острова Феникс                           | Кантон                 | 27,92        | 31                     | 1,11                |
|   | Всего                                    |                        | 812,34       | 103 058                | 126,87              |

## Население
| 1931   | 1947    | 1963    | 1968    | 1973    | 1978    | 1985    | 1990    | 1995    | 2000    | 2005    | 2010[…]  | 2015     | 2020     |
| ------ | ------- | ------- | ------- | ------- | ------- | ------- | ------- | ------- | ------- | ------- | -------- | -------- | -------- |
| 29 751 | ↗31 337 | ↗43 068 | ↗47 578 | ↗51 497 | ↗55 958 | ↗63 883 | ↗72 335 | ↗77 658 | ↗84 494 | ↗92 533 | ↗103 058 | ↗110 136 | ↗119 438 |

### Численность и размещение

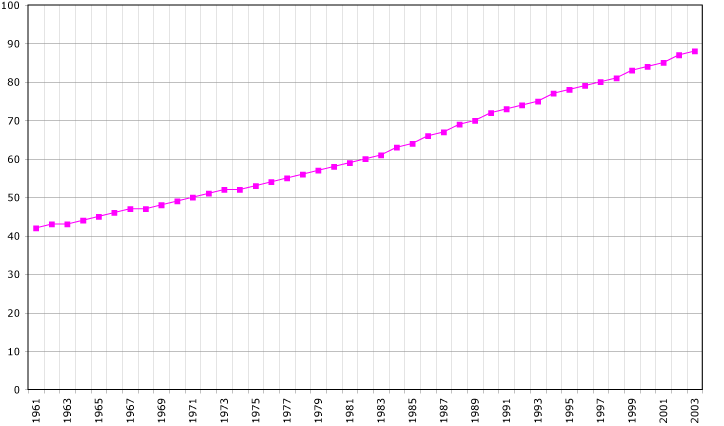
Динамика роста населения Кирибати

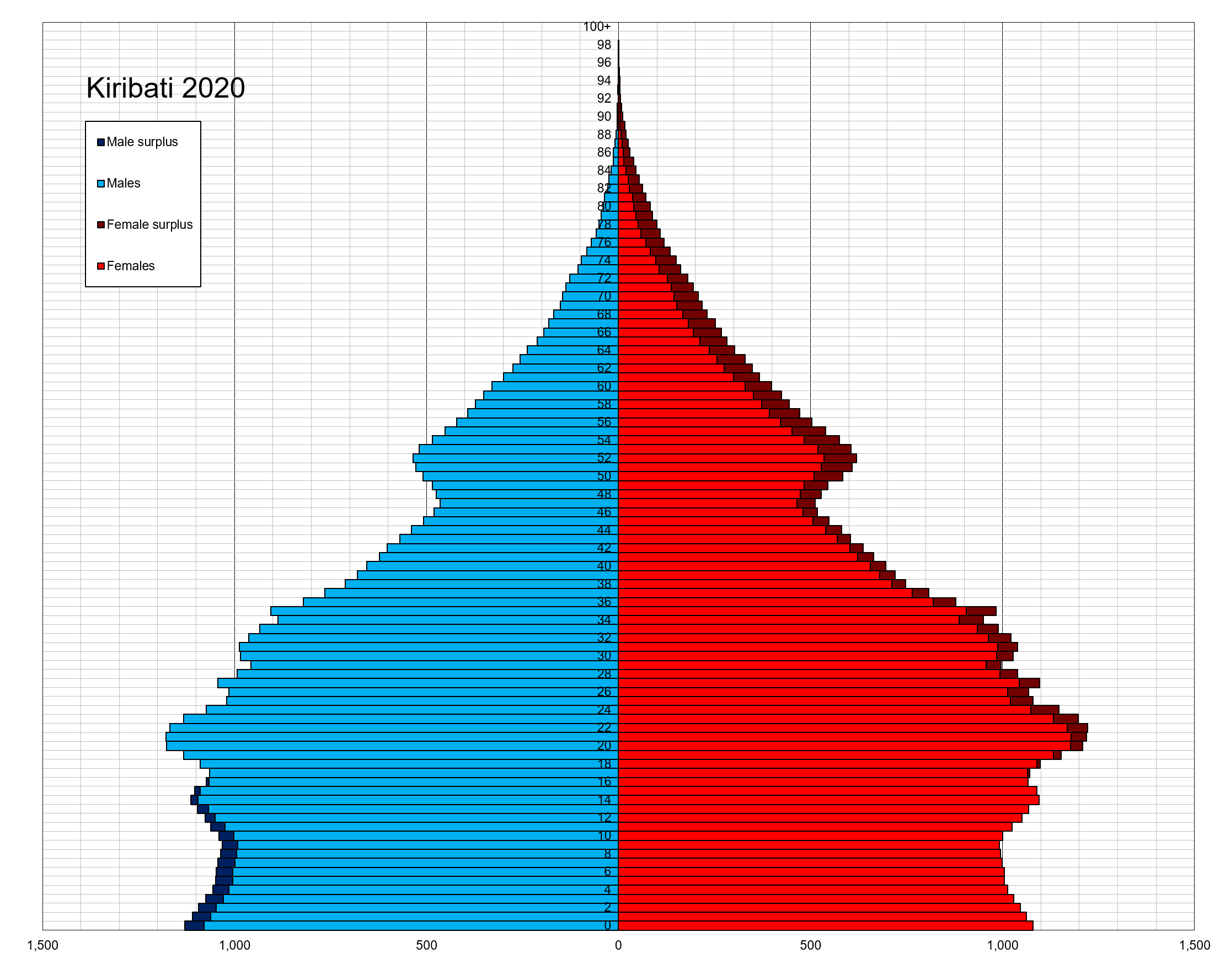
Возрастно-половая пирамида населения Кирибати на 2020 год

Численность населения островов Республики Кирибати во время их открытия европейцами довольно трудно определить. Но очевидно, что уже в те времена коренные жители сталкивались с проблемами перенаселённости атоллов и, следовательно, ограничивали рождаемость, чтобы не столкнуться с нехваткой ресурсов для поддержания жизни. После открытия островов европейцами в Кирибати произошли значительные изменения в воспроизводстве населения и общественном устройстве. Прежде всего, произошло резкое сокращение численности коренного населения из-за насильственного вывоза населения для работы на плантациях Фиджи и Гавайских островов, а также из-за болезней и общественных беспорядков, вызванных конфликтами на политической, экономической и религиозной почве. Тем не менее, с конца Второй мировой войны численность населения Кирибати значительно возросла, а смертность снизилась в результате улучшений в сфере здравоохранения и закупок импортных товаров, которые позволяли пережить частые засухи в Кирибати.
Согласно переписи 2010 года, численность населения Республики Кирибати составляла 103 058 человек, из которых 93 791 человека проживало на 17 островах архипелага Гилберта общей площадью 279,23 км². В столице государства, городе Южная Тарава, проживало 34 427 человек. Плотность населения на островах Гилберта разная. Самая высокая — в Южной Тараве: 2443 чел. на км². Самая низкая — на атолле Куриа: 63 чел. на км².
Всё остальное население проживает на островах Лайн: Киритимати (остров Рождества), Табуаэране (остров Фаннинг) и Тераине (остров Вашингтон). Общая численность населения острова Рождества составляет 5586 человек; плотность населения — 14 чел. на км². Плотность населения на острове Тераина составляет 177 чел. на км², в то время как на Табуаэране — 58 чел. на км². Остров Кантон — единственный населённый остров архипелага Феникс. Его численность населения составляет всего 31 человек. Все остальные атоллы в архипелаге Феникс необитаемы, что связано с большим дефицитом пресной воды.
В 2010 году мужчины составляли 49,3 % (50 796 чел.), женщины 50,7 % (52 262 чел.). Доля городского населения в 2010 году составила 48,7 % (50 182 чел.) населения, сельского — 51,3 % (52 876).
Уровень естественного прироста в 1990—1995 годах составил 1,4 % по сравнению с 1985—1990 гг. — 2,3 %. Доля детей до 15 лет в 2010 году составила 36,1 %, взрослого населения от 16 до 50 лет — 51,8 %, старше 50 лет — 12,1 %. Средняя продолжительность жизни мужчин в 1990—1995 годах составила 57,2 года, женщин — 62,3 года.
Сохраняющиеся высокие темпы прироста населения создают возможность значительного снижения качества жизни в стране. В результате перенаселённости островов, эрозии почвы, вызванной строительством дорог, загрязнения грунтовых вод создаётся также опасная нагрузка на хрупкую экосистему атоллов, а растущее с каждым годом население всё острее сталкивается с проблемой нехватки питьевой воды.
Важной проблемой, озвученной в 2024 году, является высокая детская смертность в возрасте от 0 до 5 лет. По отчётам Министерства здравоохранения детская смертность достигает 56 человек на 1000 рождений, что является рекордом по Тихоокеанскому региону (средний показатель 26 смертей на 1000 живорождений).

### Этнический состав
Аборигены Кирибати представлены двумя этносами: кирибати, или тунгару (самоназвание и-кирибас), которые составляют около 89,5 % (92 206 чел.) всего населения страны, и банаба — потомки выходцев с островов Гилберта, поселившиеся на острове Банаба и в результате вековой изоляции обособившиеся от народа кирибати в самостоятельный этнос (в настоящий момент большая часть этого народа живёт на острове Рамби в Фиджи).
Доля народа тувалу в стране очень низкая — 0,1 % (116 чел.). Остальное население — метисы кирибати и иностранцев — 9,7 % (9960 чел.).

### Языки
Народ кирибати говорит на микронезийском языке — кирибати (гилбертский). До 1979 года Острова Гилберта были британской колонией, поэтому английский язык является официальным, хотя на нём мало кто говорит за пределами Южной Таравы. До появления миссионеров на острове Банаба местные жители говорили на особом языке, который, однако, вышел из употребления (каких-либо текстов на этом языке не сохранилось, так как не существовало его письменной формы).
В 1857 году американский миссионер Хайрам Бингем II основал миссию на острове Абаианг (ранее назывался остров Шарлотт — атолл в архипелаге Гилберта). Он разработал письменную форму языка кирибати, основанную на латинском алфавите и используемую до сих пор. Алфавит кирибати состоит из 13 букв. Заимствования из английского языка адаптируются к фонетике кирибати, например, слово кириб. te ka — «машина» от англ. car.

### Религиозный состав
До христианства на островах были распространены традиционные верования (кириб. te maka — «волшебство»). Они включали в себя поклонение богу Нареау, веру в духов и привидений. Ныне большинство верующих — католики 55,8 % (57 503 чел.). Конгрегационалистов насчитывается 33,5 % (34 528 чел.). Последователи других религиозных течений (Ассамблея Бога, мормоны, бахаисты, адвентисты седьмого дня) малочисленны.

## Политическое устройство

### Государственный строй
Кирибати — суверенная демократическая республика.
Современная политическая система Кирибати сформировалась на основе системы колониального управления, существовавшей на островах в течение 87 лет.
После получения независимости 12 июля 1979 года была принята Конституция Республики Кирибати, в которой прослеживаются черты как президентской, так и парламентской республики, что, по мнению её составителей, лучше всего отражает эгалитаристскую социально-политическую структуру кирибатийского общества, в которой всеобщая уравнительность выступает как принцип организации общественной жизни.

#### Законодательная власть

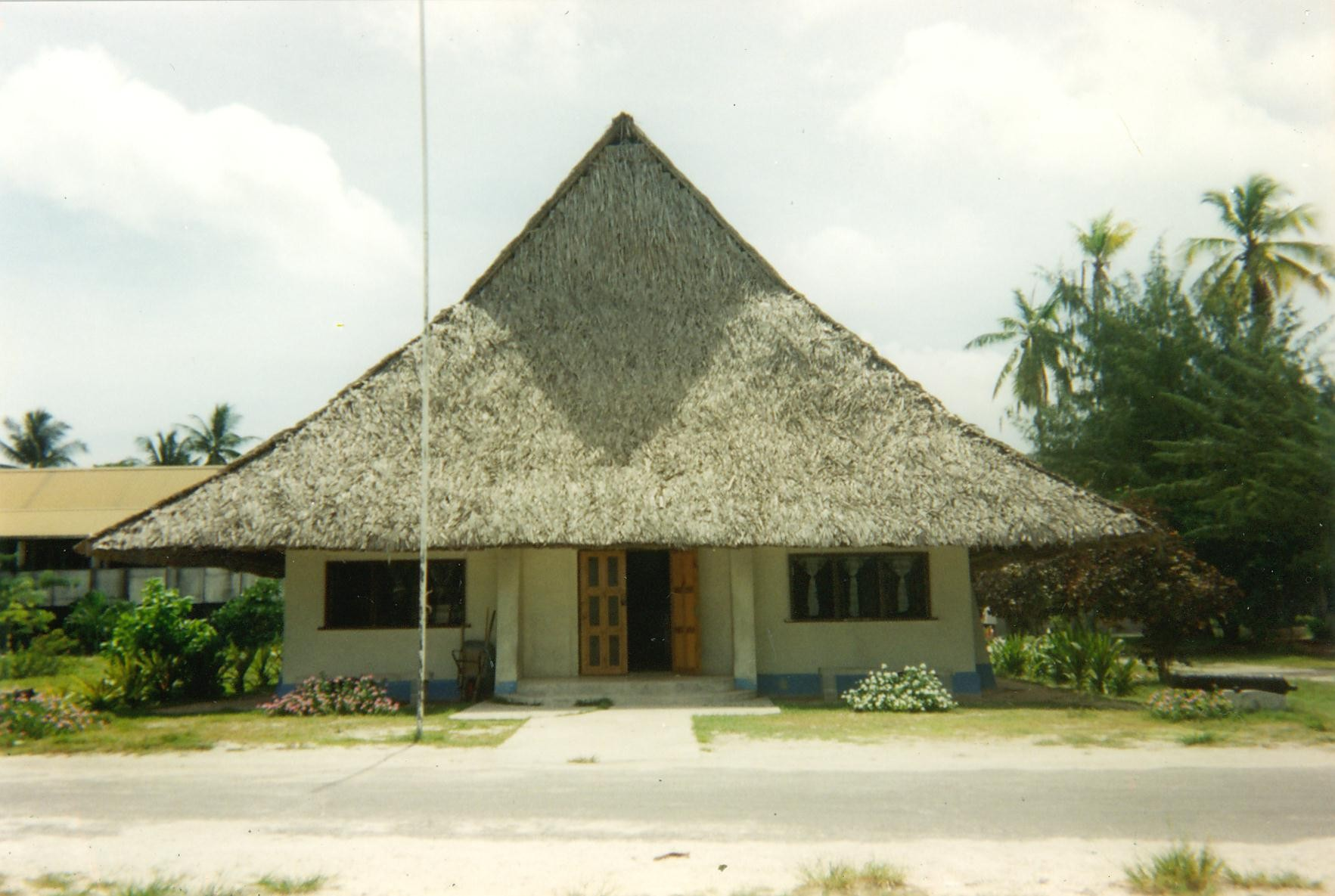
Старое здание парламента страны

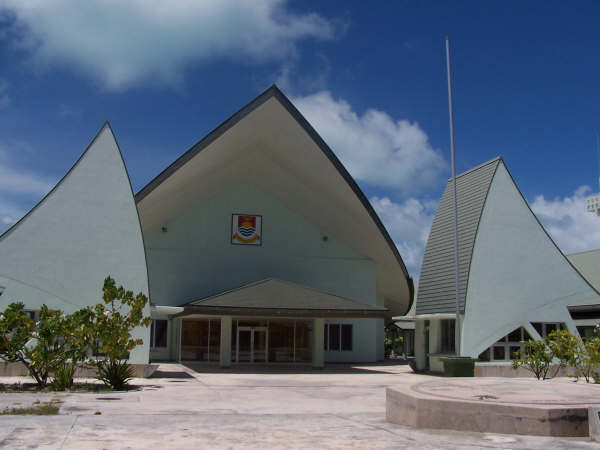
Современное здание парламента

Высший орган законодательной власти — однопалатный парламент, или манеаба-ни-маунгатабу (кириб. Maneaba ni Maungatabu), состоящий из 42 депутатов, из них: 40 избранных всенародным голосованием депутатов, 1 депутат, выдвинутый банабанским сообществом Фиджи через Совет старейшин, и генеральный прокурор, высшее должностное лицо юстиции. Срок полномочий парламента — четыре года.

#### Исполнительная власть
Глава государства и правительства — президент, или беретитенти (кириб. Beretitenti), избираемый на четыре года всенародным голосованием. Число кандидатов в президенты строго регламентировано: их должно быть не более четырёх и не менее двух. Кандидаты избираются из числа членов парламента во время его первого после всеобщих выборов съезда. В дальнейшем эти кандидаты принимают участие в президентских выборах. Президент назначает из членов парламента Кабинет министров, в который входят вице-президент, или кауоман-ни-беретитенти (кириб. Kauoman ni Beretitenti), генеральный прокурор и до десяти министров. Кабинет министров является исполнительным органом, который несёт коллективную ответственность перед парламентом страны.

#### Судебная власть
Судебная власть полностью независима, и её иерархия строится на стандартной модели: магистратский суд, Высокий суд и апелляционный суд. Кроме того, за государством сохранилось право обращения в Тайный совет Великобритании по ограниченному кругу вопросов. До 1977 года действовали островные судьи, которые рассматривали мелкие дела. Низший суд — магистратский суд, состоящий из трёх магистратов.
Статьёй 88 Конституции Кирибати учреждается Высокий суд Кирибати, состоящий из верховного судьи и группы судей. Верховный судья назначается президентом по согласованию с Кабинетом министров после консультации с Комиссией по вопросам государственной службы. Другие судьи также назначаются президентом по согласованию с верховным судьёй и Комиссией по вопросам государственной службы. Верховный судья должен быть экспатриантом (то есть эмигрантом), который работал за рубежом судьёй или был не менее 5 лет барристером или солиситором (особые категории адвокатов).
Статья 90 Конституции Республики Кирибати учреждает апелляционный суд, в который входят верховный судья, другие судьи Высокого суда Кирибати и группа лиц, назначаемых президентом с согласия верховного судьи и Комиссии по вопросам государственной службы. Председатель апелляционного суда назначается президентом с согласия Кабинета министров после консультации с Комиссией по вопросам государственной службы. Согласно Закону об апелляционных судах, апелляционный суд должен заседать при участии не менее трёх судей.

#### Избирательные округа
Каждый обитаемый остров Кирибати и три округа атолла Тарава (Южная Тарава, Бетио и Северная Тарава) образуют избирательные округа. Число представителей от каждого из них зависит от численности населения этого округа: избирательные округа с населением менее 2000 человек представляет 1 депутат в парламенте; с населением от 2000 до 3000 человек — 2 депутата; те округа, численность населения которых более 3000 человек — 3 депутата.

### Политические партии

Бывший президент Кирибати Тебуроро Тито во время целебного ритуала на острове Флинт

Несмотря на существование различных политических фракций незадолго до получения независимости, мер по формализации места и роли политических партий в управлении структурами Кирибати предпринято не было. В настоящее время существование различных политических объединений сводится либо к поддержке, либо неподдержке политики президента — так произошло формирование правительственной партии и оппозиции. Со временем в политический лексикон вошли слова кириб. bwatei, или партия, и кириб. te kaaitara, или оппозиция.
На современной политической сцене господствуют две политические партии: «Боутокаан-те-Коауа», или «Столпы истины», (кириб. Boutokaan te Koaua) и «Манеабан-те-Маури», или «Защитите манеабу» (кириб. Maneaban te Mauri). В настоящее время партия БТК находится у власти (контролирует 18 из 42 мест в парламенте), а её лидер, Аноте Тонг, является президентом страны. Партия МТМ, лидером которой является бывший президент Кирибати, Тебуроро Тито, контролирует 7 мест в парламенте (остальные 19 мест заняты беспартийными). Деятельность БТК в политической сфере достаточно успешная: бывшие президенты Кирибати Иеремиа Табаи и Театао Теаннаки были членами этой партии.

### Вооружённые силы
В Республике Кирибати отсутствуют свои вооружённые силы. Обеспечение обороны страны осуществляется вооружёнными силами Австралии и Новой Зеландии.

### Полиция
Полиция Кирибати — надзирательный и принудительный орган. В 2004 году на одного полицейского приходилось 152 человека. Несмотря на то что силы полиции достаточно эффективно действуют в вопросах борьбы с преступностью и поддержания порядка в стране, существует несколько сфер, в которых полиция не может справиться с ситуацией, например, в вопросах обеспечения дорожного движения.
Комиссар полиции назначается президентом страны после согласования кандидатуры с Кабинетом министров и Комиссией по вопросам государственной службы.

### Внешняя политика и международные отношения
Одним из приоритетных направлений внешнеполитической деятельности Кирибати является привлечение внимания мирового сообщества к проблеме глобального потепления, которое угрожает будущему страны.
Кирибати поддерживает дружественные отношения со всеми странами мира. Наиболее тесное сотрудничество осуществляется со странами тихоокеанского региона: Австралией, Новой Зеландией, Тайванем, Японией, — которые оказывают значительную финансовую помощь развивающейся экономике Кирибати. Первые три обеспечивают большую часть иностранной помощи страны. Тайвань и Япония также имеют лицензии на ловлю рыбы в водах Кирибати на определённый период времени. Единственное дипломатическое представительство Кирибати находится на Фиджи.
Как одна из наиболее уязвимых стран в мире к последствиям глобального потепления, Кирибати активно участвует в международных дипломатических усилиях, связанных с изменением климата, особенно в конференциях сторон (КС) РКИК ООН. Кирибати является членом Альянса малых островных государств (AOSIS). Основанный в 1990 году, альянс ставит перед собой цель объединить голоса малых островных развивающихся государств в борьбе с глобальным потеплением. AOSIS был очень активен с момента своего создания, представив первый проект текста на переговорах по Киотскому протоколу с 1994 года.
Дипломатические отношения между СССР и Кирибати были установлены 5 сентября 1990 года. Тем не менее, на территории Республики Кирибати нет российского посольства. Интересы Кирибати в России представляет посольство Великобритании. Российские интересы в Кирибати представляет Посольство Российской Федерации в Индонезии. Чрезвычайным и Полномочным Послом в Республике Кирибати (по совместительству) с ноября 2012 года является М. Ю. Галузин, Чрезвычайный и Полномочный Посол Российской Федерации в Республике Индонезии.
В сентябре 1999 года Республика Кирибати стала 186-м членом Организации Объединённых Наций. Также это микронезийское государство является членом Содружества наций, Международного валютного фонда, Форума тихоокеанских островов, Международного банка, Азиатского банка развития, стран АКТ и других международных организаций.
В ноябре 1999 года Кирибати согласилось разрешить Национальному космическому агентству Японии арендовать землю на острове Рождества сроком на 20 лет для строительства космодрома. Соглашение предусматривало, что Япония должна платить 840 000 $ в год, а также возмещать любой ущерб дорогам и окружающей среде. На острове работает построенная в Японии станция слежения более низкого ранга, а заброшенный аэродром был обозначен как взлётно-посадочная полоса для предлагаемого многоразового беспилотного космического челнока под названием HOPE-X. Однако в 2003 году Япония окончательно отменила этот проект.
В 2009 году президент Кирибати Аноте Тонг посетил Форум стран, уязвимых для изменения климата (V11) на Мальдивах и 10 ноября 2009 года подписал декларацию острова Бандос, пообещав продемонстрировать моральное лидерство и начать озеленение своей страны. экономики.
В ноябре 2010 года Кирибати организовало Конференцию по изменению климата в Тараве, чтобы поддержать инициативу президента по проведению консультативного форума между уязвимыми государствами и их партнёрами. На конференции была предпринята попытка создать среду, способствующую многосторонним переговорам под эгидой РКИК ООН. Конференция являлась преемником Форума по уязвимым климатическим условиям. Конечная цель мероприятия состояла в том, чтобы уменьшить количество и интенсивность неудач между сторонами COP, изучить элементы соглашения между сторонами и, таким образом, поддержать вклад Кирибати и других сторон в конференцию COP 16, проходившую в Канкуне, Мексика, с 29 ноября по 10 декабря 2010 года.
В 2013 году президент Кирибати Тонг заявил, что повышение уровня моря, вызванное изменением климата, «неизбежно»:
Чтобы наши люди выжили, им придётся мигрировать. Либо мы можем дождаться того момента, когда нам придётся перемещать людей в массовом порядке, либо мы можем подготовить их с этого момента...
В Нью-Йорке в 2014 году, по данным The New York Times, Аноте Тонг заявил, что «согласно прогнозам, в этом веке вода будет выше самой высокой точки наших земель». В том же году он завершил покупку 20-километрового участка земли на Вануа-Леву — одном из крупнейших островов Фиджи.

#### Отношения с Китаем и Тайванем

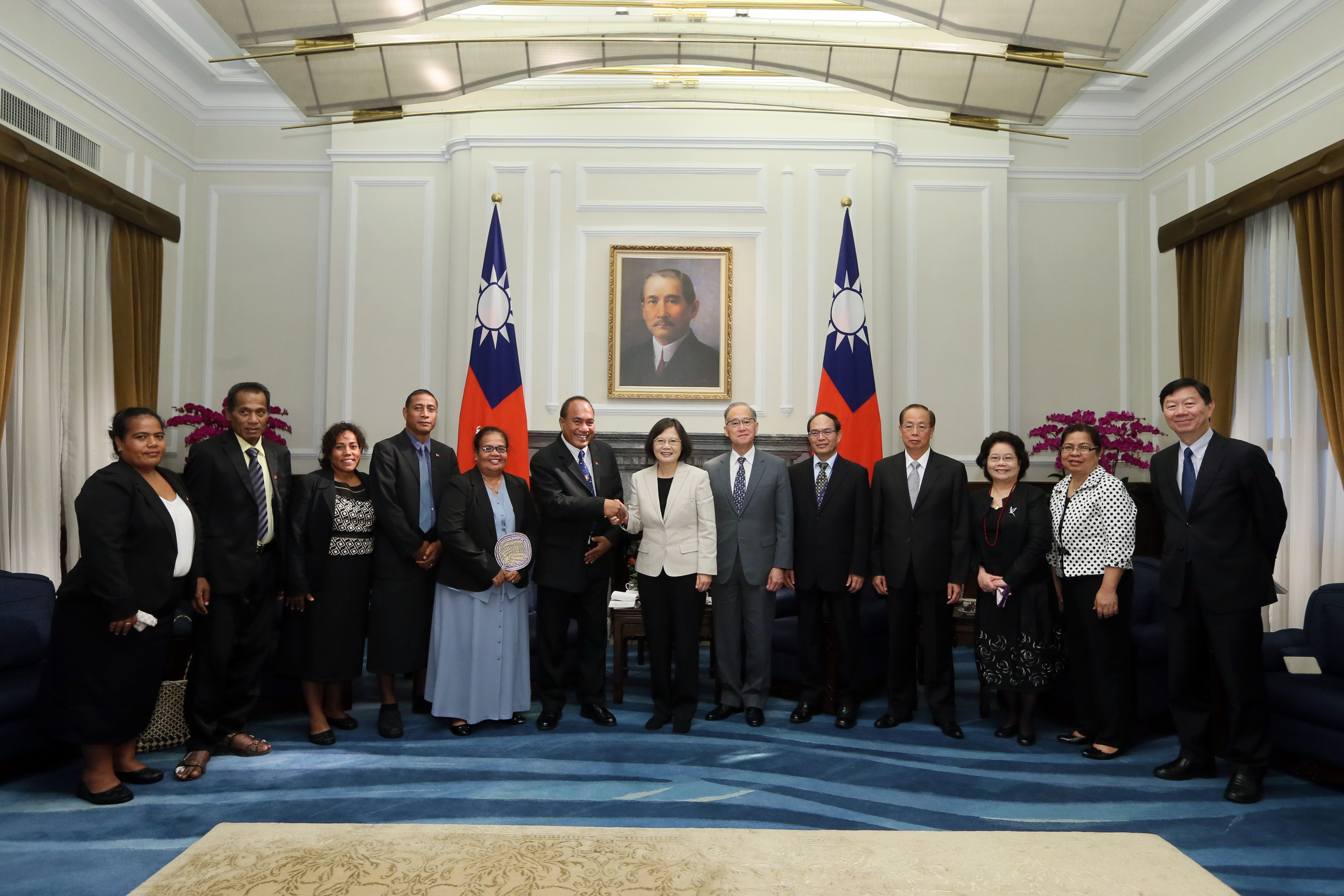
Встреча президента Кирибати Танети Маамау и президента Китайской Республики Цай Инвэнь в мае 2016 года

7 ноября 2003 года Кирибати были установлены дипломатические отношения с Китайской Республикой (на острове Тайвань), что способствовало осложнению отношений с КНР, в частности, была закрыта китайская станция слежения за спутниками, прекращено строительство китайцами главного стадиона в Южной Тараве и были отозваны 6 врачей из Национальной больницы Кирибати. Чтобы как-то оправдать свои действия, президент Тонг заявил, что отношения с Тайванем положительно скажутся на экономическом развитии Кирибати, привлекут тайваньских бизнесменов в это небольшое тихоокеанское государство. На прекращение тесного сотрудничества Кирибати с КНР Тайвань ответил денежной помощью микронезийской республике в размере A$ 8 млн, которые должны потратиться на окончание строительства стадиона в Южной Тараве.
Прекращение отношений с КНР остро сказалось на экономике Кирибати, так как Китай ежегодно выделял помощь этому государству в размере A$ 2 млн.
20 сентября 2019 года правительство Кирибати восстановило дипломатические отношения с Китайской Народной Республикой и одновременно прекратило дипломатические отношения с Тайванем. По словам министра иностранных дел Тайваня Джозефа Ву, для принятия решения Китай предложил Boeing 737 и паромы в Кирибати.

#### Отношения с Европейским союзом
Республика Кирибати тесно сотрудничает с Европейским союзом, например, в сфере рыболовного промысла. 16 сентября 2003 года было подписано соглашение, по которому судам, принадлежащим государствам-членам ЕС, предоставляется право вылова тунца в исключительной экономической зоне Кирибати. ЕС также оказывает значительную финансовую помощь республике в сфере развития солнечной энергетики на отдалённых островах, развития сельского хозяйства (выращивания морских водорослей). Тем не менее, сотрудничество между Кирибати и отдельными странами Союза весьма узкопрофильно. Например, Великобритания в основном вкладывает средства в сферу образования, а Франция — в сферу здравоохранения.

## Экономика

### Общая характеристика
За исключением периода с 1994 по 1998 года, в который отмечался значительный экономический рост, вызванный, прежде всего, стимулирующими экономическими мерами государства, экономика Кирибати развивалась сравнительно медленными темпами. В 1999 году показатель ВНП вырос всего на 1,7 %. В экономике этой аграрной страны продолжает преобладать государственный сектор. Сочетание медленных темпов экономического роста и низкий уровень услуг привёл к тому, что Кирибати из 12 тихоокеанских государств — членов Азиатского банка развития по индексу человеческого развития заняла в 1999 году восьмое место.
Значительными препятствиями на пути развития этой микространы являются не только маленькая площадь суши, но и также экологические и географические факторы, включая отдалённость от мировых рынков сбыта продукции, географическая разбросанность, уязвимость перед природными бедствиями и крайне ограниченный внутренний рынок.
В связи с ограниченными возможностями для экономического роста с точки зрения площади страны, наличия природных богатств, малых трудовых ресурсов и низкого ВНП, а поэтому узким внутренним рынком, единственным путём экономического развития для этого островного государства является привлечение мигрантов (как одного из факторов производства), денежных переводов и денежной помощи других государств (финансовых трансфертов) и опора на государство (государственное финансирование экономики). Такая модель развития придаёт значение поддержанию высокого уровня потребления внутри страны.
Республика Кирибати стала независимой в 1979 году, вскоре после выработки месторождения фосфатов на острове Банаба, причём эти минералы составляли 85 % всего экспорта страны, 45 % ВНП и 50 % государственного бюджета. С тех пор основными источниками доходов для Кирибати стали копра и рыбная продукция. Основным работодателем в стране является государство, которое, несмотря на свои возможности, не может решить проблемы трудоустройства молодых граждан страны, многие из которых не имеют достаточного уровня образования. Другим источником дохода для Кирибати в последние годы стала выдача лицензий на право вылова рыбы в её особой экономической зоне.

### Денежная система и финансы

Монеты Кирибати

Денежная единица Кирибати — австралийский доллар, однако с 1979 года в обращении на территории республики действуют также кирибатийские доллары, приравненные в соотношении 1:1 к австралийскому доллару. В обращении находятся 7 видов монет номиналами в 1, 2, 5, 10, 20, 50 кирибатийских центов, 1 и 2 доллара. Все монеты, кроме монет в 50 центов и 1 доллар, имеют те же размеры, что и соответствующие австралийские. Монета в 50 центов имеет круглую форму, в то время как в 1 доллар — форму двенадцатиугольника.
По бюджету на 2005 год расходы составляли 73 058 тысяч, а доходы — 78 563 тысяч австралийских долларов. Наиболее крупной статьёй расходной части бюджета являются расходы на образование. Расходы на поддержание порядка и безопасности страны составляют 7 405 тысяч австралийских долларов. Доля затрат на здравоохранение в 2005 году составляла 17 % всех расходов. Среди доходов наибольшее значение имеют поступления от налогов и пошлин, причём решающую роль играют косвенные налоги — 62 % всех доходов.
Важным источником пополнения бюджета страны являются также почтовые марки, которые вызывают интерес филателистов со всего мира.
В период с 2001 по 2005 год наблюдалось снижение поступлений в государственный бюджет, что связано с уменьшением доходов от выдачи лицензий на вылов рыбы в исключительной экономической зоне страны.
В Кирибати действуют два банка — Банк Развития Кирибати (англ. Development Bank of Kiribati) и Банк Кирибати (англ. Bank of Kiribati). Последний банк является совместным учреждением правительства Кирибати и корпорации «Westpac Banking Corporation of Australia» (Австралия). Банк Кирибати предоставляет полный пакет финансовых услуг, включая международные сделки.

### Сельское хозяйство

Насаждения таро на острове Фаннинг, или Табуаэран (острова Лайн)

Несмотря на то, что в Кирибати существуют значительные ограничения для развития сельского хозяйства (в частности, из-за маленькой площади атоллов), техника возделывания земли в этой тихоокеанской республике достигла достаточно высокого уровня. Развитие сельского хозяйства, тем не менее, негативно сказалось на растительном покрове островов, в частности, привело к обезлесению.
Одна из наиболее важных сельскохозяйственных культур в Кирибати — гигантское болотное таро, из которого получают ценный крахмал. Однако в последнее время в связи с увеличением потребления риса и муки роль таро несколько снизилась. Также наблюдается снижение урожайности этого сельскохозяйственного растения на атолле Тарава, что связано с распространением жука-паразита вида Papuana huebneri.
Несмотря на маленькую площадь страны и бедные почвы, сельское хозяйство играет одну из ключевых ролей в экономике Кирибати. Значительные успехи достигнуты в увеличении производства копры, одного из основных экспортных товаров этого государства. В 1998 году было экспортировано 7577 тонн копры общей суммой в A$ 4,5 млн (к примеру, рыбы было экспортировано на сумму в A$ l млн). Среди других важных сельскохозяйственных растений можно выделить панданус, хлебное дерево, папайю (лат. Carica papaya).
Одним из приоритетных направлений развития экономики является снижение доли импортируемой сельскохозяйственной продукции. Достижение этой цели возможно только при интенсификации сельского хозяйства, которая позволит также решить проблемы обеспечения едой увеличивающегося населения страны (однако это проблематично осуществить).
В прибрежных водах и лагунах атоллов обитает множество ценных видов рыб и моллюсков. Значительное место в рационе местных жителей занимают разводимые ими моллюски тридакны (лат. Tridacnidae).

### Рыболовство
Рыболовство продолжает играть важнейшую роль в жизни народа кирибати (или и-кирибати). В океане в основном занимаются промыслом рыб семейства скумбриевых, особенно тунца видов лат. Katosowonuspelamis и лат. Thunnus albacares и рыбы лат. Cypselurus spp. В лагунах разводится рыба вида лат. Chanos chanos. В лагунах атоллов также живёт множество беспозвоночных, например, моллюсков, которых в стране почти 1000 видов. В 1977 году в Кирибати из Филиппин были завезены два вида морских водорослей, Eucheuma alcarezii и Eucheuma spinosium, основными центрами выращивания которых стали острова Табуаэран и Абаианг. В последнее время в стране наблюдается увеличение доходов от продажи этих морских растений. Правительством республики также предпринимаются попытки по разведению жемчужниц для получения ценного чёрного жемчуга.
С исключительной экономической зоной площадью более 3,5 млн км² — второй самой большой в Тихом океане — неудивительно, что рыболовный сектор является одним из основных источников доходов государства. Пополнение государственного бюджета также осуществляется за счёт выдачи иностранным судам лицензии на право вылова рыбы в этой экономической зоне, при этом доход от лицензирования во многом зависит от погодных условий (преимущественно явлений Эль-Ниньо и Ла-Нинья). Основной интерес для иностранных судов представляет тунец. В настоящее время Кирибати ищет пути развития местной рыболовной индустрии, однако для осуществления этого плана необходимо решить проблемы, связанные с ценой и доступностью топлива, отдалённостью мировых рынков и конкуренцией со стороны развитых стран.

### Транспорт

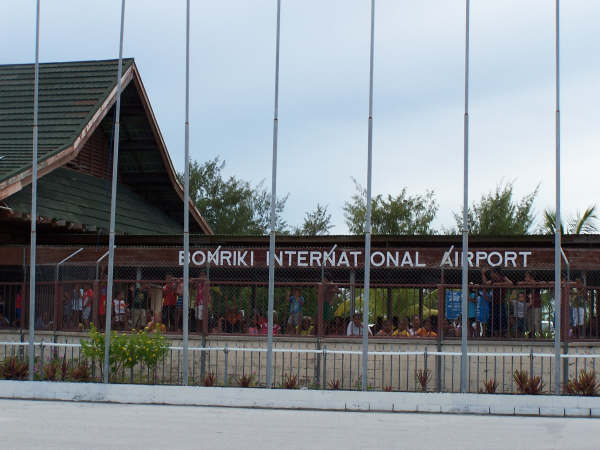
Международный аэропорт Бонрики

Отдалённость друг от друга островов республики сильно сказывается на транспорте и коммуникациях страны. В Кирибати длина шоссейных дорог составляет всего лишь 670 км (преимущественно на атолле Тарава). В 2004 году в Кирибати было только 2070 транспортных средств. Главным правительственным учреждением, ответственным за морское и воздушное сообщение, является Министерство информации, связи и транспорта (англ. The Ministry of Information, Communications & Transport). Регулярные внутренние авиаперелёты с атолла Тарава на другие острова Гилберта осуществляются национальной авиакомпанией «Эйр Кирибати». Также дважды в неделю на атолл Тарава приземляется самолёт науруанской авиакомпании «Nauru Airlines».
В восточную часть страны можно добраться еженедельными рейсами Fiji Airways из Нади (Фиджи) и Гонолулу (Гавайи,США).
Рейс Нади-Гонолулу выполняется по средам на самолётах Boeing-737-900 и совершает посадку для дозаправки в международном аэропорту Кассиди (CXI) на острове Рождества.
В октябре 2023 года начались еженедельные рейсы Nauru Airlines из Таравы на остров Рождества 
Внутреннее морское сообщение осуществляется как правительственными, так и частными компаниями, международное — компаниями «Bali Hai Lines», «Chief Container Services» и «Kiribati Shipping Services Limited», доставляющими грузы в Австралию и страны Азии.
Ранее в районах добычи гуано эксплуатировались узкоколейные железные дороги, которые обеспечивали связь мест добычи и портов. Примером такой промышленной узкоколейки является железная дорога острова Банаба, которая эксплуатировалась с 1906 по 1979 год. Сейчас в республике отсутствует железнодорожный транспорт.

### Внешняя торговля
В 2017 году экспорт товаров оценивался в 51,5 миллиона долл., импорт — 92,4 миллиона долл.
Почти 80 % экспорта приходится на рыбу и морепродукты (неразделанная мороженая рыба ($31,9 миллиона долл.), рыбное филе ($6,47 миллиона долл.), живая рыба ($1,27 миллиона долл.) и др.), второе по значению место занимает продукция кокосовой пальмы (копра ($7,52 миллиона долл.) и кокосовое масло ($2,02 миллиона долл.)). Главные покупатели — Мексика (35 %), Филиппины (19 %) и Япония (19 %).
В импорте преобладают готовые продукты питания (почти 20 %, включая обработанные мясо, сахар и табак), нефтепродукты (11 %), а также машины, оборудование и транспортные средства. Помимо этого импортируются потребительские товары и сельхозсырье продовольственного назначения (необработанное мясо птицы, зерно, рис и др.). Главные поставщики — Фиджи (24 %), Австралия (17 %) и Китай (16 %).

### Связь

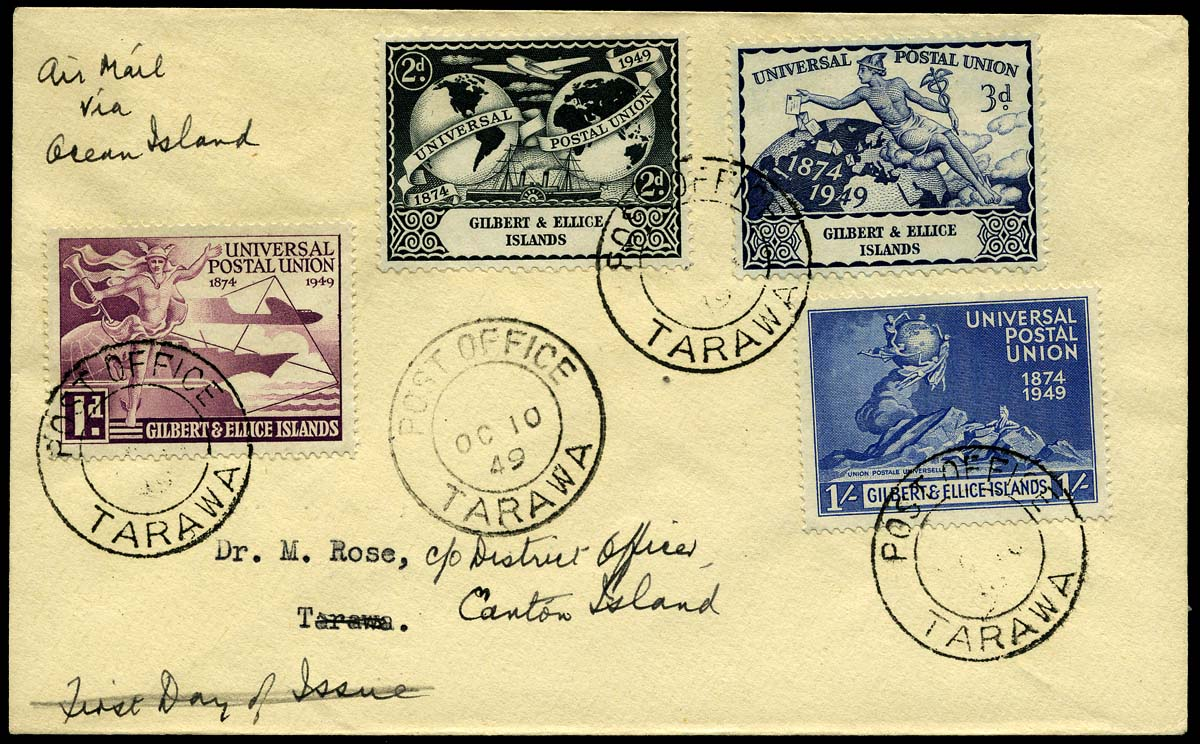
Конверт с почтовыми марками Островов Гилберта и Эллис, выпущенными к 75-летию Всемирного почтового союза (1949)

Все телекоммуникационные услуги в стране, включая внутреннюю и международную телефонную связь, факсимильные и мобильные услуги связи, Интернет, предоставляются компанией «Telecom Services Kiribati Limited»(TSKL), основанной в 1990 году и находящейся с 1 июня 2001 года в полной собственности правительства Кирибати.
Национальное AM и FM-радио в стране, «Радио Кирибати» (англ. Radio Kiribati), является государственной собственностью и в основном вещает новости компании Би-Би-Си (BBC). На территории страны также можно поймать программы «Радио Австралии» (Radio Australia) и «Голос Америки» (Voice of America). В 1999 году оппозиционные силы Кирибати попытались запустить своё радиовещание, однако правительство Кирибати свернуло его, оштрафовав владельцев за попытку ввоза в страну нелицензированного радиовещательного оборудования. После судебного разбирательства лицензия этой радиокомпании была всё-таки выдана, с тех пор в стране действует одна частная радиостанция «Нью Эйр FM»(New Air FM), во главе которого стоит бывший президент республики, который также выпускает единственную в стране регулярную частную газету.
Две основные газеты Кирибати выходят еженедельно. Газета «Те Уекера» (кириб. Te Uekera) принадлежит правительству Кирибати, а тираж составляет около 1800 экземпляров, который в основном распространяется на атолле Тарава, где живёт бо́льшая часть населения страны. В 2003 году стоимость одного номера составляла 60 австралийских центов. Газета выпускается на двух языках: кирибати и английском языке.
«Кирибати Ньюстар»(англ. Kiribati Newstar) — первая частная газета этого тихоокеанского государства, основанная бывшим президентом, ныне оппозиционером, Иеремиа Табаи (Ieremia Tabai). Газета преимущественно выпускается на языке кирибати, иногда помещаются статьи на английском языке. Стоимость одного номера в 2003 году также составляла 60 австралийских центов, а тираж был сопоставим с тиражом газеты «Те Уекера».
Различные религиозные организации также выпускают свои газеты и другие периодические издания.
Согласно Закону о регистрации газет все газеты должны пройти государственную регистрацию. В октябре 2002 года была принята поправка к этому закону, согласно которой правительству страны было предоставлено право на отзыв лицензии у различных газетных изданий, если публикации в этих газетах оскорбляют чувства народа или способствуют своими газетными статьями распространению преступности. Однако за 2002—2003 годы лицензия не была отозвана ни у одного из периодических изданий.
Одним из препятствий на пути развития СМИ в Кирибати является высокая стоимость импортного типографского оборудования.

### Туризм
С 1980-х годов в стране наблюдается увеличение числа туристов. В 1993 году страну посетили 4730 человек, в 2005 году только 3037 человек, в 2012 году 6 тысяч человек; по сравнению с другими тихоокеанскими государствами это очень мало — Кирибати одна из самых малопосещаемых стран планеты (среди стран, по которым есть статистика посещения).
Основным препятствием на пути развития туризма в Кирибати является плохое воздушное сообщение с другими странами мира, а также отсутствие гостиничного бизнеса: по состоянию на 1989 года в Южной Тараве было всего две гостиницы, на острове Абемама — одна, как и на острове Рождества. Уровень предоставляемых услуг низок. Основные виды отдыха для иностранцев: пляжный туризм, спортивная рыбалка, дайвинг, наблюдение за птицами.
Основной поток туристов направляется или на острова Гилберта (прежде всего, на атолл Тарава), или на остров Рождества (или Киритимати).
В основном страну посещают туристы из Австралии, Фиджи, США и Новой Зеландии.
Граждане ряда государств, прежде всего Содружества наций, не нуждаются в получении визы для посещения Кирибати или имеют право находиться на территории республики без неё в течение 30 дней. Визу можно получить в ряде консульств Кирибати на территории других государств: в Фиджи, Австралии, Германии, Японии, Южной Корее, Новой Зеландии, Великобритании, США. Стоимость визы составляет от 40 (для одного посещения страны) до 70 австралийских долларов (виза многократного пользования).

## Культура
Культура Кирибати во многом уникальна. Известны танцы (в основном на острове Табитеуэа), уникальное военное искусство, фигурки из особых струн. Существуют традиционные обычаи и верования. Широко распространена вера в привидения и в магических существ.

### Социальная организация доколониальных жителей Кирибати
До появления европейцев поселения народа кирибати представляли собой многочисленные, разбросанные по всему острову деревни, или каинга (кириб. kainga), которые были не просто основным видом поселений, но и главной формой организации общества. Каинги состояли из мелких общин, или мвенга (кириб. mwenga), которые строились по родовому принципу. Каждая каинга в центральной и южной частях островов Гилберта владела определённой территорией суши, а также небольшим участком прибрежных вод, богатых рыбой. Позже, с появлением британской колониальной администрации в конце XIX века, данная система общественного владения морскими ресурсами была упразднена.
Общественная жизнь деревень Кирибати сосредоточена в манеабах (от кириб. maneaba, в котором «manea» — здание, «te aba» — люди, земля), важном традиционном общественном здании. Манеаба есть в каждой деревне Кирибати, а парламент страны носит название манеаба-ни-маунгатабу (от кириб. Maneaba ni Maungatabu), что в переводе означает «дом, в котором встречается народ». Манеаба — многофункциональное здание, в котором, прежде всего, жители обсуждают дела селения. Манеаба — это и общественный суд, а также место для праздников и танцев. За каждой семьёй в манеабе закреплено определённое место, которое называется боти (кириб. boti). Главную роль в манеабе играет старейшина, или унимане (кириб. unimane), высоко почитаемый местными жителями.

### Кирибатийское каноэ
Значительная отдалённость друг от друга островов Кирибати, рыба, как один из основных продуктов питания, обусловили мастерство народа страны в рыболовстве и в строительстве каноэ.

### Кухня

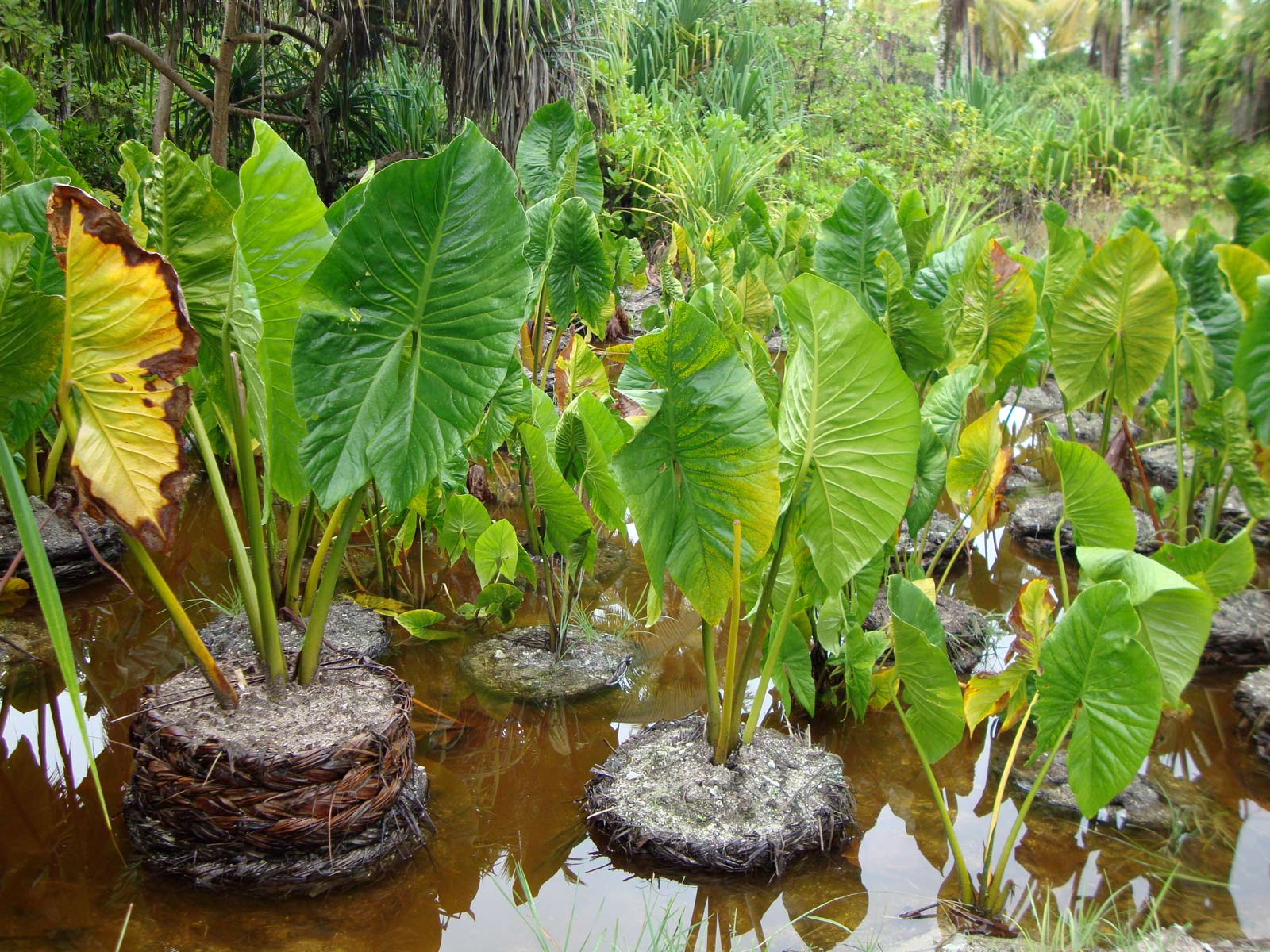
Выращивание бвабваи на Бутаритари

Традиционно основными продуктами питания народа кирибати были морепродукты и кокосы. Источников углеводов из крахмала не было в изобилии из-за плохого климата атоллов, и только самые северные атоллы были пригодны для постоянного ведения сельского хозяйства.
Урожай бвабваи (Cyrtosperma merkusii, «болотный таро») ели только во время особых торжеств вместе со свининой. Растение является важным источником углеводов в рационе, где преобладают рыба и кокосы. Его выращивание сложно и требует много времени, растение имеет глубокое культурное и практическое значение. Корни необходимо готовить в течение нескольких часов, чтобы уменьшить токсичность клубне-луковиц, но они богаты питательными веществами, и особенно кальцием.
Чтобы дополнить довольно низкое потребление углеводов в своём рационе, жители Кирибати перерабатывали сок и плоды деревьев пандан и кокосовых орехов в различные напитки и продукты, такие как te karewe (свежий ежедневный сок кокосовой пальмы), te tuae (высушенные лепёшки из плодов пандануса) и te kabubu (высушенная мука пандануса) из мякоти плодов пандануса и te kamaimai (сироп из кокосового сока) из кокосового сока.
После Второй мировой войны рис стал повседневным продуктом питания в большинстве семей, что сохраняется и сегодня. Большинство морепродуктов, в частности рыбу, едят как сашими с кокосовым соком, соевым соусом или заправками на основе уксуса, часто в сочетании с перцем чили и луком.
Кокосовых крабов и грязевых крабов традиционно дают кормящим матерям, полагая, что мясо стимулирует выработку грудного молока.

### Музыка и танцы

Традиционный «сидячий» танец Кирибати

Значительное место в жизни народа кирибати занимают тесно связанные между собой музыка и танцы: пение всегда сопровождается энергичными танцами. Темы кирибатийской музыки разнообразны. Это песни о любви и молодожёнах, о соперничестве, военные, патриотические и религиозные песни. Выступления музыкантов в Кирибати в основном проводятся во время крупных праздников. Основными музыкальными инструментами являются гитара и барабан. Композиторов музыки в Кирибати называют те-каиникамаэн (кириб. te kainikamaen), а тех, кто исполняет песни, — рурубене (кириб. rurubene).

### Спорт
Республика Кирибати была принята в олимпийское движение в июле 2003 года, и уже в 2004 году это микронезийское государство приняло участие в Олимпийских играх в Афинах. Штангисты и атлеты из Кирибати не достигли каких-либо успехов. В 2002 году эта страна впервые приняла участие в Играх Содружества в Манчестере. Кирибати была представлена в тяжёлой атлетике, настольном теннисе и триатлоне.

### Праздники
| Дата        | Название                  | Английское название       | Примечания               |
| ----------- | ------------------------- | ------------------------- | ------------------------ |
| 1 января    | Новый год                 | New Year’s Day            | государственный праздник |
| 8 марта     | Международный день женщин | International Women’s Day |                          |
| варьируется | Страстная Пятница         | Good Friday               | государственный праздник |
| варьируется | первый день Пасхи         | Easter Sunday             |                          |
| варьируется | Светлый понедельник       | Easter Monday             | государственный праздник |
| 18 апреля   | День здоровья             | Health Day                | государственный праздник |
| 11 июля     | День Евангелия            | Gospel Day                | государственный праздник |
| 12 июля     | День независимости        | Independence Day          | государственный праздник |
| 7 августа   | День молодёжи             | Youth Day                 |                          |
| 10 декабря  | День прав человека        | Human Rights Day          | государственный праздник |
| 25 декабря  | Рождество                 | Christmas Day             | государственный праздник |
| 26 декабря  | День подарков             | Boxing Day                | государственный праздник |
| 31 декабря  | Канун Нового года         | New Years Eve             |                          |

## Социальная сфера

### Здравоохранение
Несмотря на значительные улучшения в стране, в Кирибати существует ещё множество проблем в сфере здравоохранения. В связи с тем, что республика стала участником мировых экономических процессов, в ней стали распространены болезни «западного образа жизни», связанные с увеличением в рационе местных жителей риса, рафинированного сахара, консервов и газированных напитков. Эти импортируемые продукты питания вытеснили традиционную еду народа кирибати, например, очень богатого витаминами и питательными веществами напитка из кокосов, камаимаи (кириб. kamaimai), бывшего несколько лет назад главным напитком страны. В связи с увеличением продолжительности жизни и высоким уровнем прироста населения этот тихоокеанский народ всё острее сталкивается с проблемой перенаселённости атоллов (особенно Таравы). Результатом этого процесса уже стали загрязнение грунтовых вод, которых и так очень мало на островах, и распространение диарейных заболеваний. Другим последствием глобализации для Кирибати стало увеличение числа людей, заразившихся ВИЧ и туберкулёзом (в 2003 году отмечен самый высокий в тихоокеанском регионе уровень заражения туберкулёзом). Согласно статистике, самые распространённые заболевания в республике — заболевания дыхательной системы и диарея. Основные причины смертности — сердечно-сосудистые заболевания и заболевания печени. В результате загрязнения грунтовых вод и лагун в 1977 году на Тараве была вспышка холеры. В 1999 году Кирибати занимала второе место в Океании после Папуа — Новой Гвинеи по уровню детской смертности. Другая проблема на островах — частое отравление рыбой. Широко распространено курение, по исследованиям ВОЗ, в 2018 году Кирибати была самой курящей страной в мире (около 52,2 % населения употребляют табак)
Распространение западного образа жизни и урбанизация привело к увеличению числа случаев заболевания диабетом, ожирением, повышенным кровяным давлением, подагрой, коронарной болезнью сердца, параличом и некоторыми видами рака. В последние годы на Кирибати прослеживалась тенденция к дефициту витаминов и минералов в организме местных жителей (нехватка железа привела к увеличению числа людей, болеющих анемией, витамина A — болезней глаз).
Основной источник белков на островах — рыба, объём вылова которой в расчёте на одного человека один из самых высоких в тихоокеанском регионе. Но, несмотря на то, что многие местные жители занимаются выловом рыбы, часть которой продаётся на рынках, у 7 % детей дошкольного возраста и у 69 % беременных женщин в 1998 году наблюдался дефицит белков.
В марте 2004 года Кирибати присоединилась к Конвенции против дискриминации женщин. Аборты запрещены.

### Образование

Музей культуры Кирибати на атолле Тарава

Вплоть до 1965 года в британской колонии Острова Гилберта и Эллис не проводились какие-либо меры по интеграции и координации деятельности начальных школ. Начальное образование предоставлялось или администрацией колонии, или христианской церковью, при этом отсутствовала какая-либо преемственность в их преподавании. В 1965 году была выработана обширная стратегия в области образования, которая в дальнейшем была доработана и принята Палатой представителей в 1970 году. В основе этого документа лежала идея о введении девятилетнего начального образования для всех детей, что должно было подготовить их к участию в социальном и экономическом развитии колонии, а также позволило бы создать фундамент знаний для дальнейшего получения образования в средних школах. В результате были проведены меры по объединению и укрупнению существовавших мелких школ, введены гранты. В 1977 году колониальное правительство Островов Гилберта и Эллис, готовясь к получению независимости, взяло под свой контроль все начальные школы, кроме шести существовавших в то время частных школ. Были отменены гранты, но в 1980-е годы первое правительство независимой Республики Кирибати, преследуя цель общедоступности среднего образования, осуществило новую политику в сфере просвещения, в результате которой было введено бесплатное обязательное начальное образования с первого по седьмой классы (то есть для детей 6—12 лет).
В 1998 году в Кирибати открылись первые четыре юношеские средние школы (англ. Junior Secondary School), появление которых связано с указом президента Тебуроро Тито от октября 1994 года. В последующие годы средние школы были открыты на всех обитаемых островах Кирибати (всего появилась 21 школа). Длительность обучения в юношеской средней школе составляет 3 года (дети 12—14 лет), после чего ученики должны сдать государственный экзамен для поступления на последний четвёртый год обучения в старшей средней школе (Senior Secondary School).
В 2005 году в начальных классах 91 школы обучалось 16 133 детей. На тот период на одного учителя в школе приходилось 25 учеников. В конце 2005 года в средних школах Кирибати обучалось 7487 ребёнка. При этом на одного учителя приходилось 11 учеников.
Дальнейшее образование можно получить в Тренировочном центре учителей (Teachers Training College), Таравском техническом институте (Tarawa Technical Institute), Морской тренировочной школе (Marine Training School), Таравском филиале Южнотихоокеанского Университета (Tarawa Branch of the University of the South Pacific).
На 2016 год в Кирибати действовала трёхступенчатая система школьного образования:
- начальная школа (1—6 классы)
- младшая средняя школа (7—9 классы)
- старшая средняя школа (10—13 классы)

Все начальные школы и большинство младших средних являются государственными. Из 19 старших средних школ 16 являются неправительственными (церковные школы различных церковных организаций). Все средние школы, (включая неправительственные) имеют государственные субсидии.
Крупнейшим образовательным центром Кирибати является Тарава (см. Список учебных заведений Таравы).